# Systemische trombo-embolie
Systemische trombo-embolie is een embolie die van verschillende oorsprongen kan zijn, zoals een intracardiale murale trombus (80% is een linkerventrikelinfarct of linkervoorkamerfibrillatie), een aorta-aneurysma of een trombus van klepvegetaties.
Er bestaat ook zoiets als een paradoxale embolie. Daarbij transfereert een stolsel van de pulmonale circulatie naar de systemische ciruclatie via een cardiaal septumdefect (zoals een persisterend foramen ovale).
Arteriële embolieën kunnen in om het even welk vasculair bed terechtkomen:
- frequent: onderste ledematen, hersenen
- mindere frequent: darm, nier en milt

De klinische implicaties hangen af van de kwetsbaarheid van het weefsel voor ischemie, de grootte van het geoccludeerde bloedvat en de collaterale circulatie.